# 北条元利
北条 元利（きたじょう もととし、1849年9月21日（嘉永2年8月5日）- 1905年（明治38年）7月26日）は、幕末の米沢藩士、明治期の裁判官・検察官。官選岩手県知事。旧名・河村徳次。

## 経歴
出羽国置賜郡米沢館山口町（現:山形県米沢市）で米沢藩士・河村徳友の二男として生まれ、万延元年（1860年）北条家の養子となる。戊辰戦争では、振勇隊士官として板谷峠防禦陣地の構築に従事した。
明治4年（1871年）上京して築地の明治協會学院に入学しドイツ語を学ぶ。明治政府に出仕し、明治5年4月4日（1872年5月10日）東京府権区長に就任。その後、警視庁で権中警部などを務めた。
1875年（明治8年）6月、司法省に転じ、長崎上等裁判所在勤となり、同年12月13日、四級判事補に任官。その後、京都裁判所在勤、梅津区裁判所長、小浜区裁判所長、大阪上等裁判所在勤などを歴任し、1881年（明治14年）3月8日、判事任官。
以後、金沢始審裁判所詰、新潟始審裁判所詰、根室始審裁判所長、根室重罪裁判所長、東京控訴院判事、水戸地方裁判所長などを歴任。1894年（明治27年）1月11日、検事に転じ、新潟地方裁判所検事正に就任した。
1900年（明治33年）4月27日、岩手県知事に就任。規則の整備、教育施設の整備、岩手県庁舎新築などに尽力。1904年（明治37年）11月17日、知事を休職となる。1905年7月、病のため死去した。

## 栄典
位階
- 1894年（明治27年）2月28日 - 正六位[11]
- 1896年（明治29年）7月30日 - 従五位[12]
- 1900年（明治33年）7月10日 - 正五位[13]
- 1905年（明治38年）7月27日 - 従四位[14]

勲章等
- 1889年（明治22年）11月29日 - 大日本帝国憲法発布記念章[15]
- 1895年（明治28年）6月21日 - 勲五等瑞宝章[16]
- 1900年（明治33年）12月20日 - 勲四等瑞宝章[17]
- 1904年（明治37年）12月27日 - 勲三等瑞宝章[18]
- 1905年（明治38年）7月27日 - 旭日中綬章[19]